# Von Braun
För andra betydelser, se Braun.
von Braun är en adelsätt vars ursprung finns i Skottland varifrån den för många sekler sedan kom över till Livland. Så småningom utbredde den sig till Österrike, Sachsen, Pommern, Frankrike, Danmark och Sverige. 
Vapen: En kluven sköld, med högra fältet i silver, styckat sex gånger med fyra ginbalkar, det vänstra fältet blått med två sexuddiga stjärnor i guld, stolpvis.

## Historia
Under ättens tidiga adelskap skrevs namnet på flera olika sätt, såsom Brune, Brun, Brauner, Breuner och Braun. Den förste till namnet kände, Paul Braun föddes 1397. Han hade en hög post hos Hertig Bogislav X av Pommern. I Pommern ägde ätten stora jordegendomar under 1400-talet. Den tysk-romerska Kejsaren Rudolf II utfärdar ett sköldebrev år 1588 som understryker ättens uradel med tillhörande vapen. I sköldebrevet beskrivs rådsherren i Stralsund, Joachim Braun och namnet von Braun, ett riddarmässigt adelskap med ett vapen som i samband med sköldebrevets upprättande också tillåter att vapensköldens hjälm krönes med en guldkrona. Under 1600-talet och 1700-talet upplevde ätten en glansperiod då ättemedlemmar såsom magistratspersoner, rådsherrar och borgmästare styrde i städerna Greifswald, Anklam och Stralsund. Deras näringsyrke var huvudsakligen handeln. Under senare del av 1700-talet och ända fram till 1900-talet har även militäryrket varit vanligt förekommande och inte sällan med utmärkelser. Ättens äldre historia är intimast knuten till staden Stralsund, såväl genom den ämbetsmannaställning som ättemedlemmarna där intog under det trettioåriga kriget, såväl som genom de strider som där utkämpades.

## I Sverige
I och med Westfaliska freden 1648 blev Pommern svenskt och många släktmedlemmar gick i svenska kronans tjänst både som ämbetsmän och militärer. År 1690 belönades Joakim Christoph von Braun (sonsons son till ovan nämnde Joachim Braun) av Karl XI med svenskt adelskap för trogen tjänst hos svenska kronan. Han hade verksamt bidragit till upprättandet av en reguljär postförbindelse mellan Ystad och Stralsund och i förlängningen även Hamburg. Han var gift med Hedvig von Qvatz. En kista, vackert bemålad med deras initialer och respektive vapen, står utställd i Göteborgs museum. Även på Nordiska museet finns en kista med det von Braunska vapnet, då en Maria von Braun 1706 gifte sig med en kapten Sodenstierna. En tredje likvärdig släktkista finns bevarad inom ätten. Ätten levde kvar i Pommern och den förste som varaktigt bosatte sig i Sverige var Josef Henrik Ludwig von Braun (1740—1805), som var gift med Hedwig von Staffeldt. Ludwig flyttade omkring 1760 till Sverige, där han tjänstgjorde vid Älvsborgs regemente. När Joakim år 1690 adlades av Karl XI sökte han aldrig introduktion vid det svenska Riddarhuset. Eftersom släkten bodde kvar i Pommern ansåg man det inte nödvändigt. Det svenska Riddarhuset erbjöd under 1960-talet fyra gamla svenska adelsätter från de forna östersjöprovinserna att söka introduktion. Den dåvarande huvudmannen Georg von Braun lämnade i samråd med övriga släktingar in en ansökan om introduktion. Den beviljades 1967 med nummer 2347, som en av de allra sista adliga ätterna att uppnå introduktion på Riddarhuset, där den sist introducerade ätten har nummer 2349.

## Vapensköld
Enligt vad adelsbrevet från 1588 anger, så har ättens urgamla vapen en tvådelad sköld. Den högra halvan utgörs av 7 snedstående delar av vilka den första, tredje, femte och sjunde är vita medan de övriga tre är blå. Den vänstra halvan är blå eller liknande färg, med två gula eller guldfärgade sexuddiga stjärnor. Ovanpå skölden en öppen tornerhjälm, som på båda sidor är omgiven av blått och vitt hjälmtäcke samt där bredvid utsirad med en grenig buske. Däröver två upprätt stående med öppna munhål utåtvända posthorn, båda på mitten avdelade i två fält med växlande färgbeteckning så att den nedre delen av det vänstra och övre delen av det högra är vita och de andra är blå. 
I samband med det upprättade adelsbrevet 1588 medgavs en förbättring av det uråldriga vapnet genom att hjälmen försågs med en guldfärgad krona.

## Personer med efternamnet von Braun
- Amelie von Braun (1811–1859), svensk kristen förkunnare
- Carl-Erik von Braun (1896–1981), svensk tennisspelare
- Friedrich von Braun (1863–1923), tysk ämbetsman och politiker
- Georg von Braun (1886–1972), svensk militär och ryttare
- Gustaf von Braun (1813–1888), svensk militär, godsägare och politiker
- Joakim von Braun (född 1955), svensk skribent, speciellt om IT-säkerhet
- Magnus von Braun, flera personer
  - Magnus von Braun (ingenjör) (1919–2003). tysk-amerikansk raketkonstruktör
  - Magnus von Braun (politiker) (1879–1972), tysk jurist och politiker
- Nicolaus von Braun (1640(?)–1718), pommerskfödd svensk militär
- Wernher von Braun (1912–1977), tyskamerikansk raketforskare och SS-officer
- Wilhelm von Braun (1813–1860), svensk författare, skrev ursprungsdikten om Mors lilla Olle